# 1688 Wilkens
1688 Wilkens eller 1951 EQ1 är en asteroid i huvudbältet som upptäcktes den 3 mars 1951 av den argentinske astronomen Miguel Itzigsohn vid La Plata observatoriet. Den har fått sitt namn efter den tyske astronomen Alexander Wilkens.
Asteroiden har en diameter på ungefär 16 kilometer och den tillhör asteroidgruppen Mitidika.